# Stenotothorax oviformis
Stenotothorax oviformis är en skalbaggsart som beskrevs av Robinson 1946. Stenotothorax oviformis ingår i släktet Stenotothorax och familjen Aphodiidae. Inga underarter finns listade i Catalogue of Life.